# Công ty Xe hơi Proto
Công ty Ô tô Proto (tiếng Hàn: 프로토 자동차, tiếng Anh: Proto Motors) là một công ty chuyên sản xuất ô tô thể thao của Hàn Quốc. Công ty đặt trụ sở ở Yongin, Gyeonggi.